# Ramon Rébujent
Ramon Rébujent (en francès Raymond Rébujent, Elna, Rosselló, 27 de setembre de 1942) ha estat un jugador de rugbi a 15 i de rugbi a 13, directiu esportiu i activista cultural nord-català., que ha jugat amb la Selecció de França de rugbi a XV i a la Unió Esportiva Arlequins de Perpinyà (USAP) i a XIII Catalan en el lloc de taloner (1,70 m i 81 kgs).
Com a internacional de rugbi a XV va jugar un partit internacional el 23 de febrer de 1963 contra Anglaterra. Com a internacional de rugbi a 13 també va jugar un partit contra Anglaterra en 1969. El 1965 fou finalista del Challenge Yves du Manoir.
Posteriorment ha format part de l'equip directiu de la Unió Esportiva Arlequins de Perpinyà (USAP) i se l'ha considerat encarregat de les relacions entre la Catalunya Nord i la Catalunya Sud. En 2012 va rebre el Premi Joan Blanca atorgat per l'ajuntament de Perpinyà.